# Apoteket Hjorten i Oslo

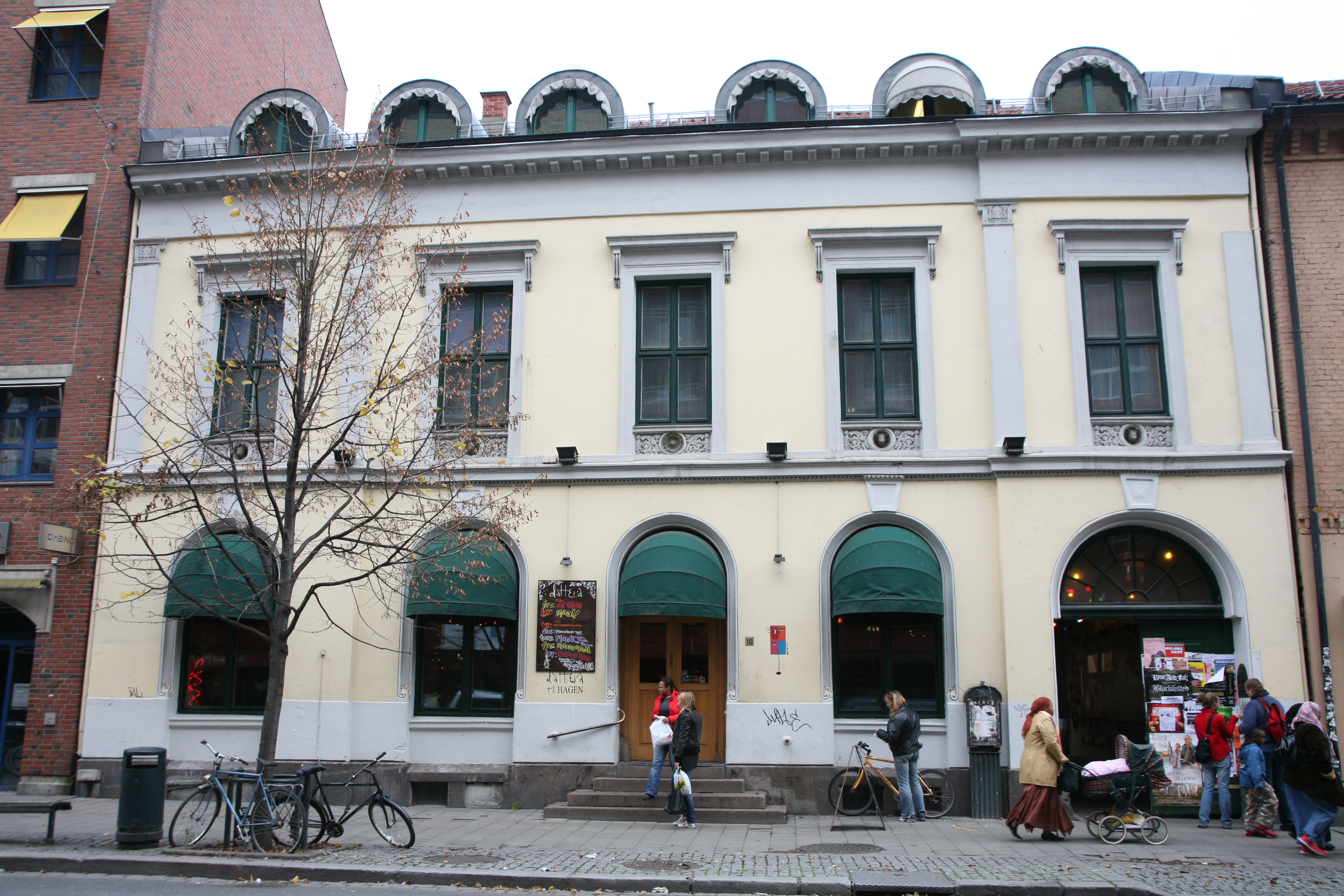
Grønland 10 i Oslo, det tidigare Apoteket Hjorten.

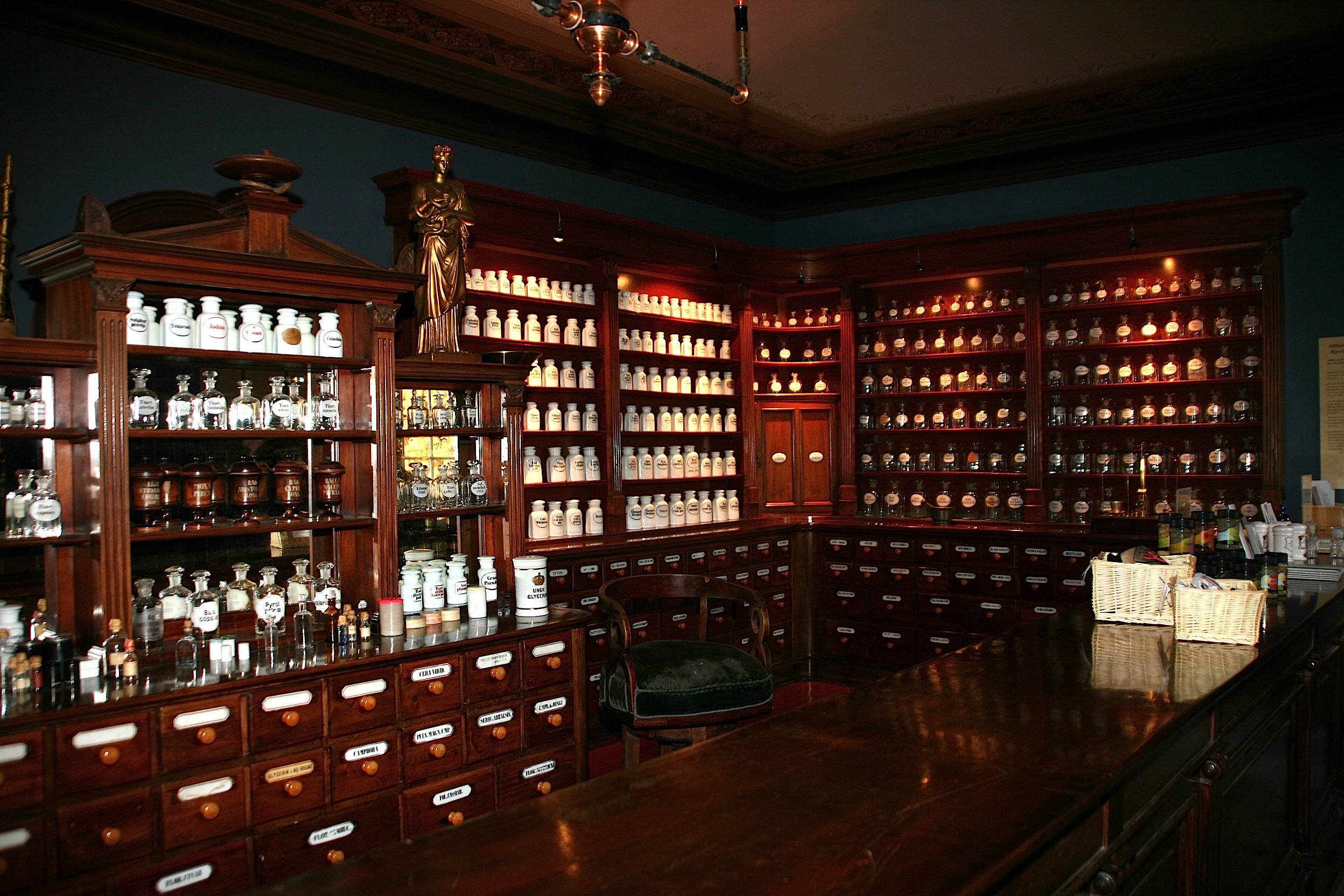
Interiör från Apoteket Hjorten i Oslo, nu på Farmasihistorisk museum på Folkemuseet på Bygdøy

Apoteket Hjorten i Oslo var ett apotek på Grønland i Oslo. Namnet Apoteket Hjorten används på ett antal norska apotek i flera norska städer exempelvis: Apoteket Hjorten i Fredrikstad och Apoteket Hjorten i Trondheim.
Apoteket startades 1857 efter ett beslut vid en kunglig resolution 4 december 1856. Apoteket var det femte i Christiania. Efter en brand 1859, där 18 personer omkom, byggdes en ny apotekaregård. Denna färdigställdes 1861 ritad av stadskonduktör Chr. H. Grosch. Vid ombyggnaden 1963 skänktes det ursprungliga offisinet av apotekaren Anders Tenøe till Norsk Farmasihistorisk Museum och monterat i sin helhet på Norsk Folkemuseum på Bygdøy.
Apoteket byggdes om 1986 och ominreddes till kafé 2000.
Lokalen används sedan 2000 av kaféet Dattera til Hagen.
Apoteket har idag namnet Vitusapotek Hjorten och håller till på Smalgangen 5.